# (219) Thusnelda
(219) Thusnelda – planetoida z pasa głównego asteroid okrążająca Słońce w ciągu 3 lat i 224 dni w średniej odległości 2,35 j.a. Została odkryta 30 września 1880 roku w Austrian Naval Observatory (Pula, półwysep Istria) przez Johanna Palisę. Nazwa planetoidy pochodzi od Thusneldy, żony Arminiusa wodza germańskiego plemienia Cherusków.